# Tipula (Acutipula) milanjensis
Tipula (Acutipula) milanjensis is een tweevleugelige uit de familie langpootmuggen (Tipulidae). De soort komt voor in het Afrotropisch gebied.